# Darknet-Markt
Als Darknet-Markt (auch: Kryptomarkt) bezeichnet man einen abseits des offenen Internets im Darknet operierenden virtuellen Marktplatz. Grundsätzlich sind solche Plattformen, da es sich zumeist um illegale Schwarzmärkte handelt, als Onion Services im Tor- oder I2P-Netzwerk ausgeführt.

## Allgemeines
Als Zahlungsmittel kommen ausschließlich Kryptowährungen wie z. B. Bitcoin oder Monero zum Einsatz. Bekannt wurden Darknet-Märkte einem breiten Publikum vor allem durch den Aufstieg und Niedergang von Silk Road.
Während alle großen Märkte vollwertige E-Commerce-Plattformen darstellen und somit als dritte Partei gegenüber Käufern und Verkäufern auftreten, beschränken sich einige Angebote auf eine Funktion als Kleinanzeigenportal oder Forum und bieten lediglich eine Kontaktmöglichkeit zwischen den Beteiligten an. Zu unterscheiden sind Märkte von einfachen Händlershops, welche z. T. auch im Clearnet (offenen Internet) operieren.
Gehandelte Produkte sind vor allem illegale Drogen und verschiedene digitale Güter (z. B. Premium-Accounts und E-Books), auf manchen Plattformen aber auch Falschgeld, gefälschte Ausweispapiere und Kreditkarten sowie Waffen und Kinderpornografie.

## Ursprung und Geschichte
Obwohl der Onlinehandel im Darknet erst ab etwa 2011 begann, gehörten illegale Waren zu den ersten Produkten, die über das Internet abgewickelt wurden, als Anfang der 1970er-Jahre Studenten der Stanford University und des Massachusetts Institute of Technology das ARPANET nutzten, um den Kauf von Cannabis zu koordinieren. Ende der 80er Jahre wurden Newsgroups wie alt.drugs zu Onlinezentren für Diskussionen und Informationen über Drogen; alle damit verbundenen Geschäfte wurden jedoch völlig außerhalb der Website direkt zwischen Einzelpersonen abgewickelt. Im Jahr 1993 wurde BlackNet angekündigt, ein anonymer und verschlüsselter Remailer, welcher Waren und Informationen aller Art zum Handel anbieten wollte.
Die Veröffentlichung einer ersten Version des vom United States Naval Research Laboratory entwickelten Tor – einer Peer-to-Peer-Software, welche zur Wahrung der Anonymität die IP-Adressen der Nutzer verschleiert – im September 2002 ermöglichte erst das Darknet in seiner heutigen Form. Dieses erinnerte in seiner Frühphase noch an das rudimentäre Internet der angehenden 1990er-Jahre und wurde vornehmlich von Computergeeks und einem harten Kern von Kriminellen genutzt.
Dies änderte sich, als im Februar 2011 die erste Inkarnation von Silk Road ans Netz ging; vom Betreiber wurde die Plattform offen als „Amazon für Drogen“ beworben. Zweieinhalb Jahre später gelang den Behörden die Beschlagnahmung des Markts, jedoch ging dieser nur einen Monat danach als Silk Road 2.0 wieder online. Kurz darauf, im November 2013, wurden auf der Konkurrenzplattform Sheep Marketplace durch einen Software-Hack Bitcoins im Wert von 6 Millionen US-Dollar entwendet, was zur Schließung des Marktes führte. Später stellte sich dies als groß angelegter Betrug seitens der Marktbetreiber heraus. Die Schließung des Sheep Marketplace hatte einen enormen Zustrom neuer Nutzer zum Konkurrenten Black Market Reloaded zur Folge, woraufhin mangels ausreichender Kapazitäten auch dieser schloss.
Der Bitcoin-Hack vom Februar 2014 läutete den langsamen Niedergang von Silk Road 2.0 ein. Im Laufe des Jahres stiegen Agora und Evolution zu den dominanten Marktplätzen im Darknet auf. Schlussendlich wurde Silk Road 2.0 im November 2014 im Verlauf der unter anderem durch das FBI und Europol ausgeführten Operation Onymous beschlagnahmt und der Betreiber verhaftet.
Im Zuge des möglicherweise größten Exit-Scam in der Geschichte der Darknet-Märkte wurde Evolution im darauffolgenden März von den unter den Pseudonymen Verto und Kimble auftretenden Betreibern abgeschaltet und sämtliche gehaltenen Treuhandbeträge entwendet. Daraufhin kam es auf Reddit angesichts der z. T. enormen Summen, um die tausende Nutzer der Plattform betrogen worden waren, zu öffentlichen Drohungen seitens anderer (vorgeblich) Beteiligter.
Kurz darauf wurden zwei Fälle erheblicher Behördenkorruption im Fall Silk Road öffentlich: Im Zuge ihres Auftrags, das originale Silk Road zu infiltrieren, hatten sich der DEA-Beamte Carl Mark Force IV sowie Shaun Bridges vom Secret Service um umgerechnet mindestens 1,3 Millionen US-Dollar bereichert. Ihnen wurde Betrug, Diebstahl von Regierungseigentum sowie Geldwäsche vorgeworfen. Im Oktober 2015 wurde Force zu 78 Monaten (mehr als 6 Jahren) Haft verurteilt, Bridges im Dezember zu 71 Monaten (fast 6 Jahren).
Die Nachrichtenseite Deep Dot Web berichtete im Mai 2016, dass der seit Kurzem wieder aktive Markt Silk Road 3.0 (welcher mit der originalen Plattform jedoch lediglich den Namen gemeinsam hat) angekündigt hatte, vom 8. Juni an einen Teil der Umsätze an das kanadische Suchthilfeprogramm Last Door zu spenden. Dies habe den Hintergrund, dass sich der Marktplatz statt auf Gewinnmaximierung zuallererst auf die Sicherheit und Privatsphäre seiner Nutzer konzentriere und konsequent hinter schadensminimierendem Konsum stehe.

## Sicherheitsmaßnahmen und Zugriff auf Darknet-Märkte
Für den anonymen Zugriff auf Darknet-Dienste wird das Tor Browser Bundle neben einer aktuellen PGP-Implementierung (wie etwa gpg4usb oder GnuPG) verwendet. Da in einigen Rechtsprechungen (z. B. Großbritannien) die Herausgabe der Passphrase für verschlüsselte Datenträger erzwungen werden kann, werden diese oder vergleichbare Programme, welche keine Installation benötigen, mitsamt den privaten Schlüsseln und anderen sensiblen Daten auf einen z. B. mit VeraCrypt oder LUKS/dm-crypt verschlüsselten Wechseldatenträger kopiert. Da Windows-Systeme auf Grund ihres unbekannten Quellcodes nicht auf Hintertüren überprüft werden können, werden Linux-Systeme wie Ubuntu, Linux Mint, Tails, Whonix oder Qubes OS (u. a. in einer virtuellen Maschine) verwendet. Diese bieten bereits bei der Installation eine Teil- oder Vollverschlüsselung des Systems an.
Sämtliche Kommunikation innerhalb eines Markts, insbesondere die Übermittlung von Lieferadressen, erfolgt aus Sicherheits- und Anonymitätsgründen unter der Verwendung von PGP-Verschlüsselung, wobei Nachrichten mit dem im Benutzerprofil hinterlegten öffentlichen Schlüssel des Empfängers verschlüsselt werden. Für Zahlungen oder Abhebungen ist auf den meisten Märkten eine vom Benutzer festgelegte Sicherheits-PIN erforderlich. Außerdem wird angesichts des im Darknet weit verbreiteten Identitätsdiebstahls meist die Zwei-Faktor-Authentifizierung genutzt, wobei nach der Eingabe des Login-Namens und Passworts mittels des eigenen privaten PGP-Schlüssels ein kurzes Rätsel entschlüsselt werden muss.
Einen potenziellen Schwachpunkt in der Sicherheitskette stellt die Wahl der Lieferadresse dar, was vorrangig im Falle des Profilings verdächtiger Postströme durch Ermittler relevant wird, aber auch in Hinsicht auf Darknet-Händler, die Kundendaten dauerhaft und möglicherweise unverschlüsselt speichern. Um Klarnamen und Wohnort zu verschleiern, nutzen einige Käufer z. B. Briefkästen an leerstehenden Adressen, beziehen Sendungen als postlagernd unter Verwendung eines Kennworts oder mieten unter falschem Namen Postfächer.
Bitcoins sind nicht völlig anonym, sondern lediglich „pseudonym“; anhand der Metadaten sind Transaktionen unter Umständen zu einer bestimmten Bitcoin-Adresse zurückverfolgbar. Um dieses Risiko auszuschalten, existieren sogenannte Bitcoin-Mixer, bei denen mittels zufälliger Auszahlungen aus einem geteilten Pool versucht wird, die Herkunft zu verschleiern, um die Fungibilität der Bitcoins herzustellen (sogenannte CoinJoin-Implementierung). Auch das Tauschen von Bitcoins in Kryptowährungen mit Ringsignaturen, wie z. B. Monero, wird zur Verschleierung der Herkunft genutzt.

## Geschäftsabwicklung

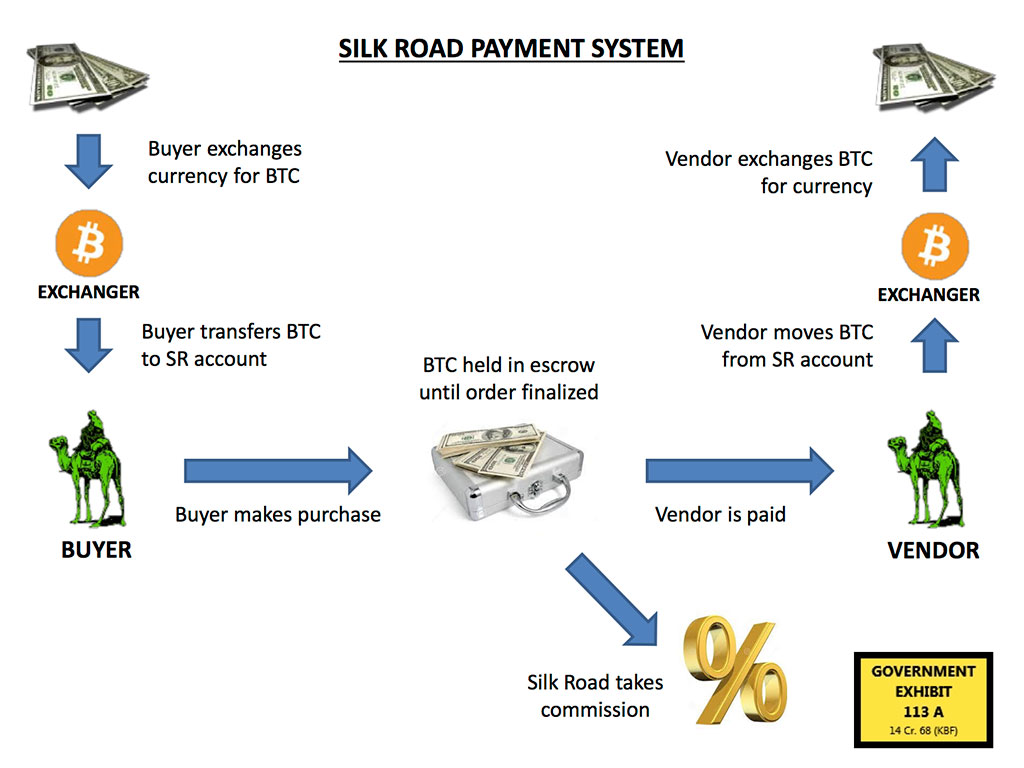
Geldfluss bei einem Darknet-Markt-Geschäft; das Beispiel zeigt den Geldfluss des nicht mehr existierenden Darknet-Markts Silk Road. Urheber des Flowcharts ist die US-Regierung.

Aufmachung und Benutzerschnittstelle von Darknet-Märkten sind im Allgemeinen professionell ausgeführt und ähneln denen anderer virtueller Marktplätze wie eBay oder Amazon. Jedem Account wird prinzipiell ein Coin-Wallet mit einer oder mehreren Adressen bereitgestellt, wobei sich jederzeit auch neue Adressen generieren lassen. Mit Abschluss eines Kaufs wird die zu zahlende Summe an den Verkäufer überwiesen. 
Fast immer existiert ein Treuhandsystem (escrow), bei dem die fällige Summe auf das Wallet des Marktes überwiesen und erst mit Abschluss des Handels an den Verkäufer ausgezahlt wird. Eine zunehmende Anzahl von Märkten unterstützt darüber hinaus multisig escrow, eine Art kryptographische Erweiterung, wodurch der Verlust von Zahlungen oder ein Diebstahl durch beteiligte Parteien erschwert wird.
Gekaufte Produkte können bewertet und/oder rezensiert werden, was sich direkt auf die Reputation des Verkäufers auswirkt und eine Vertrauensbasis schafft. Ebenso ist immer ein Kundenservice vorhanden, etwa um Betrugsfälle zu melden.

## Aktivitäten von Strafverfolgungsbehörden
Immer wieder gelingt es Strafverfolgungsbehörden, große und kleinere Märkte im Darknet zu schließen und die Daten der Nutzer zu erlangen. Eine der größten in der jüngeren Geschichte war die Operation Bayonet, einer multinationalen verdeckten Operation, in der es Behörden aus den USA, Europa, Thailand und Kanada gelang, die Darknet-Märkte AlphaBay und Hansa zu schließen und Daten wie IP-Adressen, PGP-verschlüsselte Nachrichten, Bitcoins, Passwörter und andere „relevante“ Informationen zu beschlagnahmen.
Der deutsche Bundesrat hat am 15. März 2019 einen Gesetzesentwurf gebilligt, der Ermittlungen gegen Betreiber illegaler Handelsplattformen im Darknet erleichtern soll. Der Straftatbestand „Betreiben krimineller Handelsplattformen im Internet“ wurde unter § 127 Strafgesetzbuch (StGB) eingeführt.

## Trends und Auswirkungen des Darknet-Handels
Es ist festzustellen, dass trotz konzertierter Aktionen seitens Strafverfolgungsbehörden wie auch vermehrten Betrugsfällen die Anzahl der Produktlistings seit Bestehen der Märkte kontinuierlich und mit zweistelligen Jahresprozentraten angewachsen ist. Im Zuge dessen hat sich der Drogenhandel im Darknet als bemerkenswert widerstandsfähig gegenüber äußeren Eingriffen erwiesen und erzielt (mit Stand August 2016) ein stabiles monatliches Umsatzvolumen von umgerechnet 12 Mio.-21 Mio. US-Dollar, was einer Verdreifachung gegenüber 2013 entspricht. Dessen ungeachtet macht der Onlinehandel jedoch nur einen winzigen Bruchteil des gesamten Drogenhandels aus, welcher allein in Europa ein Volumen von geschätzten 2 Mrd. € pro Monat umfasst.
Einer Studie der Universitäten von Montreal und Manchester nach könnten die Märkte in ihrer Funktion als virtueller Großhandelsplatz zu einer Abnahme von Einschüchterung und Gewaltkriminalität im Zusammenhang mit Drogenhandel geführt haben. Zur selben Vermutung kommt auch ein Untersuchungsbericht der Europäischen Beobachtungsstelle für Drogen und Drogensucht, welcher zudem aus dem Darknet bezogenen Drogen gegenüber auf der Straße verfügbaren eine generell höhere Reinheit attestiert.
Laut einer Studie der Universität Oslo (2017) ist die Kundschaft der Darknet-Märkte zu 80 Prozent männlich, gut ausgebildet, technikaffin, Mitte bis Ende 20 und Gelegenheitskonsument. Wenig Zugang hätten hingegen Menschen mit einem „problematischen oder abhängigen Konsumverhalten“, die nicht mehrere Tage auf die Drogenlieferung warten können – oder die nicht über die nötigen technischen und finanziellen Ressourcen sowie digitale Kompetenz verfügen.
Eine Untersuchung von 109.686 Transaktionen auf dem ehemaligen Darknet-Marktplatz Agora haben aufgezeigt, dass Drogen mit 85 % aller Transaktionen die am häufigsten gehandelten Produkte waren, gefolgt – weit abgeschlagen – von Dienstleistungen (z. B. Hacking und Geld) mit 2,4 % und Fälschungen (z. B. Uhren) mit 2,2 %. Chemikalien und Schmuck wurden nur selten auf Agora gehandelt.

## Glossar
- 2FA = Zwei-Faktor-Authentifizierung; sicheres zweistufiges Login mit Anmeldedaten und privatem PGP-Schlüssel
- CD = Controlled delivery; Zustellung einer illegalen Sendung durch einen Zivilpolizisten mit dem Ziel der Überführung des Empfängers
- DNM = Darknet-Markt
- Drop = Lieferadresse; entweder als Klarname oder anonymisiert
- Escrow = Treuhandkonto, welches während der Geschäftsabwicklung vom Markt verwaltet wird
- Exit-Scam = „Ausstiegsbetrug“; Stoßbetrug; Betrugsart, bei der ein Händler oder Markt unangekündigt seine Tätigkeit niederlegt und sich zuvor unter Ausnutzung des Kundenvertrauens finanziell bereichert
- FE = Finalize early; „frühes“ manuelles Abschließen der Geschäftsabwicklung durch den Käufer noch vor Erhalt der Ware, meist mit einem Rabatt seitens des Händlers verbunden
- LE = Law enforcement; Strafverfolgungsbehörden
- Love Letter = „Liebesbrief“; Benachrichtigung durch das Post- oder Logistikunternehmen, dass eine Sendung aufgrund von Beschlagnahmung nicht zugestellt werden konnte. Insbesondere so bezeichnet, weil dies im Fall des USPS in Form eines rosafarbenen Zettels („pink slip“) erfolgt
- Multisig Escrow = Betrugssicheres Treuhandsystem, bei dem ein temporäres Wallet mit Einmalschlüsseln außerhalb des Marktes erstellt wird
- OPSEC = Operational security; Maßnahmen, die das Risiko einer Entdeckung illegaler Tätigkeiten minimieren sollen
- Stealth = Maßnahmen, durch die eine Sendung auf dem Postweg oder im Zolldurchgang (selbst bei einer Stichkontrolle) möglichst unauffällig erscheinen soll
- Tumbler = Mixing Service, ein Dienst zum zufälligen „Vermischen“ von Kryptowährungs-Transaktionen, wodurch deren Herkunft verschleiert werden soll

Quellen: 

## Studien
- Martin Dittus, Joss Wright, Mark Graham: Platform Criminalism: The 'Last-Mile' Geography of the Darknet Market Supply Chain. arxiv:1712.10068 [cs], dt. Fassung: Technology Review: Wenn der Drogendealer an der Ecke im Darknet ist. In: heise.de. 23. Januar 2018, abgerufen am 30. Januar 2018.
- Aikaterini Grimani, Anna Gavine, Wendy Moncur: An evidence synthesis of strategies, enablers and barriers for keeping secrets online regarding the procurement and supply of illicit drugs. In: International Journal of Drug Policy. 75, 2020, S. 102621, doi:10.1016/j.drugpo.2019.102621.
- Andrew C. Dwyer, Joseph Hallett et al.: How darknet market users learned to worry more and love PGP: Analysis of security advice on darknet marketplaces. arxiv:2203.08557 [cs], 2022.